# 4Fun TV
4Fun TV ist ein polnischer Fernsehsender, der am 14. Februar 2004 den Sendebetrieb aufnahm. Er ist der erste Sender von 4Fun Media und überträgt über Satellit (Hotbird), Kabel und IPTV.
Programmschwerpunkte sind aktuelle Musikdarbietungen (TOP20, YouTube-Clips) und Musik-News; interaktive Programme sollen die Zuseher direkt einbinden, z. B. über Karaoke.
Moderatoren sind Ola Ciupa, Jacek Januszko, Damian Michałowski, Kristina Kurcheva, Dawid Muszyński und andere.
Im Jahr 2007 leitete der Nationale Rundfunkrat Polens ein Verfahren gegen den Sender ein, da der Jugendschutz nicht eingehalten wurde. Das Verfahren wurde einen Monat später eingestellt und der Sender behielt seine Lizenz.

## Logos

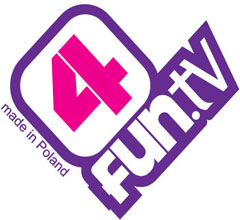
Logo von 2010 bis zum 12. Februar 2014
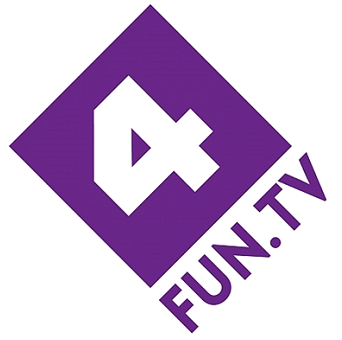
Logo vom 13. Februar 2014 bis zum 24. Juni 2015
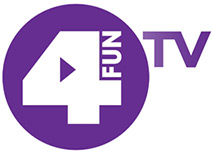
Aktuelles Logo seit dem 25. Juni 2015